# Homeobox gének
A homeobox-gének (más néven homeotikus gének vagy HOX-gének) működése kulcsfontosságú a többsejtű állatok egyedfejlődése során. A gének elsődleges feladata, hogy kialakítsák az élőlény hosszanti (antero-posterior) tengelyét, pozicionális információt biztosítva az egyes embrionális testszegmensek létrejöttéhez. Működésük nélkülözhetetlen a szegmensekhez tartozó függelékek (például szemek, végtagok, csápok) kialakulásához, valamint négylábú gerincesekben a végtagok fejlődéséhez. 

## Történeti áttekintés
Homeotikus mutációkról, mint a környezetünkben fellelhető természetes változatosság egyik formájáról először William Bateson, brit genetikus írt 1894-ben. Olyan testfelépítésbeli zavarokat illetett ezzel a névvel, amelyek egyes szervek és/vagy testrészek számának megváltozásához vezetnek (például csáp helyett a fejükön lábat viselő rovarok, vagy extra bordával rendelkező emlősök). A Bateson által megkezdett munkát a 20. század során az ecetmuslicákkal kísérletező Thomas Morgan és tanítványai folytatták. Morgan híres "Drosophila szobájában" izolálták az első mesterségesen létrehozott homeotikus mutánsokat, melyek később Edward B. Lewis tanulmányainak alanyai lettek. A szóban forgó ecetmuslicák tor vagy potrohszelvényei átalakultak (például nem csak a második torszelvényükön, hanem a harmadikon is szárnyat növesztettek) és mint később arra fény derült, ezért a kromoszómákon egymáshoz közel fekvő, szerkezetükben hasonló gének mutációi a felelősek. Más kutatók hamarosan azt is felfedezték, hogy hasonló gének emlősökben is előfordulnak és mutációik homeotikus elváltozásokat okoznak. Lewis munkásságát a Svéd Akadémia 1995-ben orvosi Nobel-díjjal jutalmazta.

## A homeobox
A homeotikus gének közös jellemzője a szekvenciájukban felfedezhető 180 bázispár hosszúságú DNS szakasz, a homeobox. Különböző fajok homológ homeobox génjei nagyon hasonlóak egymáshoz (innen ered a nevük is, a görög homoios hasonlót jelent). Ennek oka a gének rendkívüli fontossága lehet, hiszen a legkisebb változás is drámai következményeket okozhat az élőlény fejlődésében.

## A homeodomén
A homeoboxot tartalmazó gének (homeodomének - lásd még fehérjedomén) olyan fehérjéket kódolnak (homeobox proteinszegmens: 60 aminosav, helix-turn-helix fehérje), amelyek a DNS-hez tudnak kapcsolódni. Ezek a fehérjék transzkripciós faktorok (TF), azaz más géneket kapcsolnak be. Ezek a TF-ok képesek a bizonyos DNS-szakaszokhoz kötődni, és ezzel bizonyos gének génexpresszióját befolyásolni. Elsősorban azokra a génekre hatnak, amelyek a szöveti morfogenezisért felelősek: például strukturális fehérjéket, növekedési faktorokat, sejtadhéziós molekulákat, szignalizációs molekulákat, extracelluláris mátrixfehérjéket (laminin, fibronektin, kollagének, proteoglikánok, hialuronsav) kódolnak.

### Gerinctelenekben
A gerinctelen állatok maximálisan 13 homeobox-szekvenciát tartalmazó génnel rendelkeznek:
A különböző állatfajokban azonban ezeknek csak egy része található meg (Drosophilában például 8 a maximális 13 génből: 1 (lab), 2 (pb), 4 (Dfd) … stb. – lásd ábrán). Nagy valószínűséggel egyszer volt egy élőlény, amelynek megvolt mind a 13 homeobox-génje egyidejűleg.

### Gerincesekben
A gerincesekben a homeobox-géneknek bonyolult feladatuk van: ezért léteznek a génekről „kópiák”. A gerincesek több homeobox-génsorozattal rendelkeznek (clusterek), amelyek 3-8 különböző kromoszómán találhatók meg (max. 13/kromoszóma). A különböző sorozatok egymástól különbözhetnek, nem tartalmazzák általában ugyanazokat a géneket. A homeobox-géntartalom különbség felelős az állatok eltérő testfelépítéséért. Például a kígyók nem rendelkeznek lábakkal, de hosszú törzsük van bordákkal. Ezért a thorakális meghosszabbodásért (más gerincszelvények „kárára”) a HOXc-6 és HOXc-8 gének amplifikált jelenléte felelős.
Az emlősökben 4 homeobox-génsorozat van. Ezeket a sorozatokat HOXa, HOXb, HOXc és HOXd sorozatoknak nevezzük (más könyvek HOX1, HOX2, HOX3 és HOX4-nek nevezik). Elméletileg a sorozatok összesen 4x13=52 gént tartalmazhatnának, de csak 39 van jelen. Ez a 39 gén minden emlősre tipikus. Különböző sorozatok azonos génjeinek hasonló struktúrájuk van – „kópiákról” lévén szó. Például a HOXa1, HOXb1 és HOXd1 hasonló.
A homeobox-gének határozzák meg a teststruktúra cranio-caudális irányát, ennek megfelelően ilyen sorrendben helyezkednek el a kromoszómákon is. Az egyes homeobox-gének különböző testrészekben expresszálódnak, ahol aztán a morfogenezist szabályozzák.

### Példák génsebészeti kísérletekre
- Az egér HOXa3 nélkül nem rendelkezne gégével (=néma), pajzsmiriggyel, thymussal – életképtelen. Egér HOXd3 nélkül nem rendelkezik art. atlantooccipitalissal: ha az anyja megpróbálja vinni, meghal gerincvelő-szakadásban. Ha egérben a HOXa3-at a HOXd3 helyére implantálják az egér normális maradt. Fordítottan is ez volt az eset. Annak ellenére, hogy a homeobox-géneknek eltérő funkciójuk van, és strukturálisan különböznek, még „emlékeznek” annak a génnek a feladatára (500 millió év után is) ami helyére implantálták → Analóg gének helyettesítik egymást.
- Egér HOXd11 nélkül (ez felelős az alkar kialakulásáért: a humerus kialakulása után folyamatosan expresszálódik): a kéz a humerushoz nő.

Emberben: HOX gének szerepe: Pl.: 
- ganglionléc fejlődése
- az ujjak fejlődésében nélkülözhetetlen a HOX7, melynek hiányában elmarad az ujjak közötti terület apoptózisa
- végtagok polaritása: 2 HOX gén felelős a végtagok radio-tibiális és ulno-fibuláris differenciációjáért.

Homeobox-gének mutációja általában vetéléshez vezet még méhen belül. (Kivétel: a HOXa13 gén mutációja, mely rendellenes méh-, pollex- és halluxfejlődéssel jár. A mutációt követően a génbe STOP jel kerül. Ritkán fordul elő, például egy michigani családnál.)